# Vattenfall Cyclassics 2014
La Vattenfall Cyclassics 2014 va ser la 19a edició de la cursa ciclista Vattenfall Cyclassics. Es va disputar el diumenge 24 d'agost de 2014 en un recorregut de 247 km, amb origen i final a Hamburg.
La victòria fou pel noruec Alexander Kristoff (Team Katusha), que s'imposà a l'esprint a l'italià Giacomo Nizzolo (Trek Factory Racing) i a l'australià Simon Gerrans (Orica-GreenEDGE).

## Equips participants
En la cursa hi prenen part 19 equips de 8 ciclistes cadascun, els 18 World Tour i 1 equip continental professional:
| Núm.  | Codi | Equip                   |
| ----- | ---- | ----------------------- |
| 1-8   | GIA  | Giant-Shimano           |
| 11-18 | LTB  | Lotto-Belisol           |
| 21-28 | KAT  | Team Katusha            |
| 31-38 | MOV  | Movistar Team           |
| 41-48 | ALM  | AG2R La Mondiale        |
| 51-58 | OPQ  | Omega Pharma-Quick Step |
| 61-68 | TCS  | Team Tinkoff-Saxo       |
| 71-78 | BEL  | Belkin Pro Cycling Team |
| 81-88 | BMC  | BMC Racing Team         |
| 91-98 | AST  | Astana Qazaqstan Team   |

| Núm.    | Codi | Equip               |
| ------- | ---- | ------------------- |
| 101-108 | TFR  | Trek Factory Racing |
| 111-118 | SKY  | Team Sky            |
| 121-128 | LAM  | Lampre-Merida       |
| 131-138 | OGE  | Orica-GreenEDGE     |
| 141-148 | FDJ  | FDJ                 |
| 151-158 | GRS  | Garmin-Sharp        |
| 161-168 | CAN  | Cannondale          |
| 171-178 | EUC  | Team Europcar       |
| 181-188 | TNE  | NetApp-Endura       |

## Classificació final
|    | Ciclista                 | Equip                   | Temps      | Punts UCI |
| -- | ------------------------ | ----------------------- | ---------- | --------- |
| 1  | Alexander Kristoff (NOR) | Team Katusha            | 5h 55' 24" | 80        |
| 2  | Giacomo Nizzolo (ITA)    | Trek Factory Racing     | m. t.      | 60        |
| 3  | Simon Gerrans (AUS)      | Orica-GreenEDGE         | m. t.      | 50        |
| 4  | Tyler Farrar (USA)       | Garmin-Sharp            | m. t.      | 40        |
| 5  | Mark Cavendish (GBR)     | Omega Pharma-Quick Step | m. t.      | 30        |
| 6  | Marcel Kittel (GER)      | Giant-Shimano           | m. t.      | 22        |
| 7  | Davide Cimolai (ITA)     | Lampre-Merida           | m. t.      | 14        |
| 8  | Juan José Lobato (ESP)   | Movistar Team           | m. t.      | 10        |
| 9  | Silvan Dillier (SUI)     | BMC Racing Team         | m. t.      | 6         |
| 10 | Raymond Kreder (NED)     | Garmin-Sharp            | m. t.      | 2         |